# نسموط
نسمط بلدية تابعة دائرة عكاز  ولاية معسكر تقع بين معسكروعين فكان يقطنها حوالي 36000 نسمة